# Wiltoniense
El Wiltoniense es una facies cultural que fue identificada por primera vez en Wilton, una aldea de la provincia Oriental del Cabo (Sudáfrica), y poco después en otra aldea de Mashonalandia Oriental (Zimbabue). Por tanto, se sabe que las gentes wiltonienses se extendieron por África central y Austral desde hace unos 8000 años hasta la llegada de los bantúes (poco antes del primer milenio antes de nuestra era), sobreviviendo incluso en zona marginales hasta el siglo XIII de nuestra era (aunque ya muy transformada). Inicialmente, podría decirse que era el equivalente al Mesolítico europeo, aunque, propiamente, pertenece al final de la Edad de Piedra Tardía africana, es decir la denominada Late Stone Age.

## Características
Originariamente, la cultura negra es propia de cazadores-recolectores y, aunque se conoce poco, se sabe que entre sus utensilios abundan los microlitos geométricos (segmentos y trapecios) y que, probablemente conocieran el arco y la flecha desde sus inicios. Otros artefactos líticos abundantes son los pequeños raspadores, los perforadores con los que, seguramente, taladraban sus adornos hechos de concha de caracol y de cáscara de huevo de avestruz, y una especie de toscos denticulados.
Con el tiempo, se sabe que incorporan algunos rudimentos agrícolas y ganaderos (seguramente, préstamos culturales tomados de otros pueblos más avanzados), pues aparecen palos cavadores (lastrados con pesados guijarros perforados), algunas hachas pulimentadas y cerámica. Su vida es larga, pero, poco a poco, fueron siendo arrinconados por los bantúes a regiones marginales. Posiblemente sean ancestros de los bosquimanos que se refugiaron en el Kalahari para subsistir hasta la actualidad, y de los khoikhoi de Botsuana y Namibia. Peor suerte corrieron los Gwisho de Zambia que sucumbieron a la presión bantú. Este último pueblo ha dejado uno de los yacimientos más importantes de las últimas fases de la cultura Wilton, tanto por el excelente estado de conservación de sus restos arqueológicos, como por la pureza de sus tradiciones cazadoras-recolectoras. Otros grupos fueron los nama, recluidos en reservas en el centro de Namibia (Namalandia), o los herero, confinados en territorios marginales (Hererolandia).

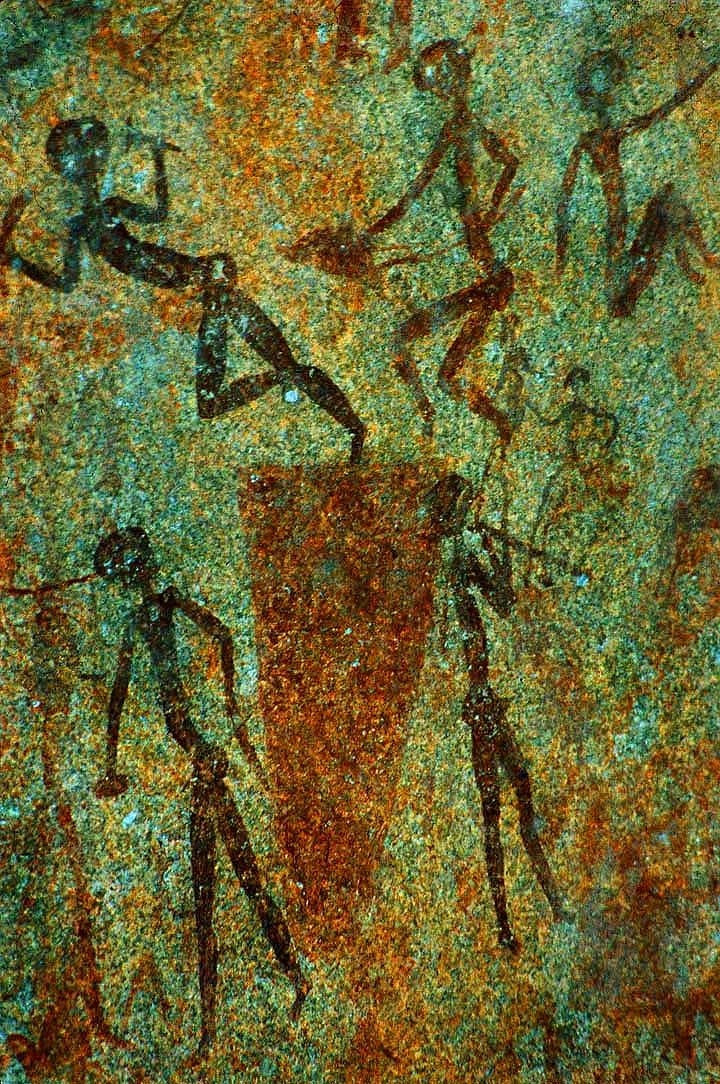
Pintura rupestre de la etnia san (bosquimanos) en Zimbabue.

## Espiritualidad
Los wiltonienses enterraban a sus muertos en cuevas, como las de la provincia Occidental del Cabo o las de los montes Drakensberg en Sudáfrica, donde desarrollaron un rico arte rupestre en lugares como el antiquísimo sitio de Apollo 11, la cueva de Wonderwerk o el abrigo de Game Pass; entre otros. Otras veces, los muertos aparecen bajo túmulos, en posición encogida (tradición mantenida por los bosquimanos), a los que se asocian estelas pintadas con un estilo muy similar al de las cuevas.